# Braya
Braya là chi thực vật có hoa trong họ Cải.